# Аґґенейс
Аґґенейс (AGGENEYS) — поліметалічне рудне поле в ПАР (Капська провінція). Включає родовища (відкриті в 1929 році) Блек-Маунтін, Брокен-Гілл, Біґ-Сінклайн.

## Історія
Відкрите в 1929, промислова рудоносність встановлена в 1970, розвідувались до 1973.

## Характеристика
Оруднення пов'язане з нижньопротерозойським метаморфічним комплексом Намакваленд, представленим серією слюдяних сланців, залізистих кварцитів і карбонатних порід, що узгоджено залягають на товщі базальтових ґнейсів. Рудні тіла пласто- та лінзоподібної форм локалізуються в ядрах синклінальних складок, що положисто занурюються на схід. Руди метаморфізовані. Рудні мінерали — ґаленіт, піротин, сфалерит, халькопірит, магнетит, нерудні — ґранат, кварц, біотит. Текстура руд масивна, смугаста, вкраплена. Вміст в руді: 1,1-6,3 % Pb, 0,5-2,9 % Zn, 0,04-0,8 % Cu і 16,0-90,2 г/т Ag.

## Технологія розробки
Розробка руд ведеться відкритим і підземним способами. Найвищим вмістом металів відрізняються руди родов. Брокен-Гілл.
Запаси руди по родовищам (1978):
- Біг-Сінклайн — 101 млн т
- Блек-Маунтін — 86 млн т (30 млн т придатні для відкритої розробки)
- Брокен-Гілл — 72 млн т